# Список астероїдів (191301—191400)
| Назва               | Тимчасове позначення | Дата відкриття  | Місце відкриття             | Відкривач                        |
| ------------------- | -------------------- | --------------- | --------------------------- | -------------------------------- |
| (191301) 2003 GP12  | 2003 GP12            | 1 квітня 2003   | Сокорро (Нью-Мексико)       | LINEAR                           |
| (191302) 2003 GD32  | 2003 GD32            | 8 квітня 2003   | Сокорро (Нью-Мексико)       | LINEAR                           |
| (191303) 2003 GU35  | 2003 GU35            | 5 квітня 2003   | Станція Андерсон-Меса       | LONEOS                           |
| (191304) 2003 GD44  | 2003 GD44            | 9 квітня 2003   | Сокорро (Нью-Мексико)       | LINEAR                           |
| (191305) 2003 HQ20  | 2003 HQ20            | 24 квітня 2003  | Станція Андерсон-Меса       | LONEOS                           |
| (191306) 2003 HV20  | 2003 HV20            | 24 квітня 2003  | Станція Андерсон-Меса       | LONEOS                           |
| (191307) 2003 HV21  | 2003 HV21            | 27 квітня 2003  | Станція Андерсон-Меса       | LONEOS                           |
| (191308) 2003 HX29  | 2003 HX29            | 28 квітня 2003  | Станція Андерсон-Меса       | LONEOS                           |
| (191309) 2003 HQ30  | 2003 HQ30            | 28 квітня 2003  | Обсерваторія Галеакала      | NEAT                             |
| (191310) 2003 HM32  | 2003 HM32            | 28 квітня 2003  | Станція Андерсон-Меса       | LONEOS                           |
| (191311) 2003 HV37  | 2003 HV37            | 28 квітня 2003  | Станція Андерсон-Меса       | LONEOS                           |
| (191312) 2003 HX38  | 2003 HX38            | 29 квітня 2003  | Обсерваторія Галеакала      | NEAT                             |
| (191313) 2003 HJ41  | 2003 HJ41            | 29 квітня 2003  | Обсерваторія Галеакала      | NEAT                             |
| (191314) 2003 HC44  | 2003 HC44            | 27 квітня 2003  | Станція Андерсон-Меса       | LONEOS                           |
| (191315) 2003 HT46  | 2003 HT46            | 28 квітня 2003  | Сокорро (Нью-Мексико)       | LINEAR                           |
| (191316) 2003 HZ47  | 2003 HZ47            | 30 квітня 2003  | Сокорро (Нью-Мексико)       | LINEAR                           |
| (191317) 2003 HK55  | 2003 HK55            | 25 квітня 2003  | Станція Кампо Імператоре    | CINEOS                           |
| (191318) 2003 HT57  | 2003 HT57            | 25 квітня 2003  | Обсерваторія Апачі-Пойнт    | Слоанівський цифровий огляд неба |
| (191319) 2003 JW7   | 2003 JW7             | 2 травня 2003   | Сокорро (Нью-Мексико)       | LINEAR                           |
| (191320) 2003 JZ12  | 2003 JZ12            | 4 травня 2003   | Обсерваторія Берґіш-Ґладбах | Вольф Бікель                     |
| (191321) 2003 JF18  | 2003 JF18            | 1 травня 2003   | Обсерваторія Кітт-Пік       | Spacewatch                       |
| (191322) 2003 KJ    | 2003 KJ              | 20 травня 2003  | Станція Андерсон-Меса       | LONEOS                           |
| (191323) 2003 KN    | 2003 KN              | 22 травня 2003  | Обсерваторія Столова Гора   | Дж. Янґ                          |
| (191324) 2003 KA4   | 2003 KA4             | 23 травня 2003  | Обсерваторія Ріді-Крик      | Джон Бротон                      |
| (191325) 2003 LQ2   | 2003 LQ2             | 3 червня 2003   | Сокорро (Нью-Мексико)       | LINEAR                           |
| (191326) 2003 MV5   | 2003 MV5             | 26 червня 2003  | Сокорро (Нью-Мексико)       | LINEAR                           |
| (191327) 2003 MO12  | 2003 MO12            | 29 червня 2003  | Сокорро (Нью-Мексико)       | LINEAR                           |
| (191328) 2003 OT6   | 2003 OT6             | 21 липня 2003   | Обсерваторія Галеакала      | NEAT                             |
| (191329) 2003 OB18  | 2003 OB18            | 24 липня 2003   | Станція Кампо Імператоре    | CINEOS                           |
| (191330) 2003 OX28  | 2003 OX28            | 24 липня 2003   | Паломарська обсерваторія    | NEAT                             |
| (191331) 2003 OZ28  | 2003 OZ28            | 24 липня 2003   | Паломарська обсерваторія    | NEAT                             |
| (191332) 2003 PK7   | 2003 PK7             | 1 серпня 2003   | Обсерваторія Галеакала      | NEAT                             |
| (191333) 2003 QR1   | 2003 QR1             | 19 серпня 2003  | Станція Кампо Імператоре    | CINEOS                           |
| (191334) 2003 QB2   | 2003 QB2             | 19 серпня 2003  | Станція Кампо Імператоре    | CINEOS                           |
| (191335) 2003 QC5   | 2003 QC5             | 20 серпня 2003  | Станція Кампо Імператоре    | CINEOS                           |
| (191336) 2003 QS7   | 2003 QS7             | 21 серпня 2003  | Паломарська обсерваторія    | NEAT                             |
| (191337) 2003 QN11  | 2003 QN11            | 21 серпня 2003  | Обсерваторія Галеакала      | NEAT                             |
| (191338) 2003 QD13  | 2003 QD13            | 22 серпня 2003  | Обсерваторія Галеакала      | NEAT                             |
| (191339) 2003 QD19  | 2003 QD19            | 22 серпня 2003  | Паломарська обсерваторія    | NEAT                             |
| (191340) 2003 QT22  | 2003 QT22            | 20 серпня 2003  | Паломарська обсерваторія    | NEAT                             |
| (191341) 2003 QC31  | 2003 QC31            | 24 серпня 2003  | Обсерваторія Піскештето     | Обсерваторія Піскештето          |
| (191342) 2003 QK32  | 2003 QK32            | 21 серпня 2003  | Паломарська обсерваторія    | NEAT                             |
| (191343) 2003 QF33  | 2003 QF33            | 22 серпня 2003  | Сокорро (Нью-Мексико)       | LINEAR                           |
| (191344) 2003 QK33  | 2003 QK33            | 22 серпня 2003  | Паломарська обсерваторія    | NEAT                             |
| (191345) 2003 QN33  | 2003 QN33            | 22 серпня 2003  | Паломарська обсерваторія    | NEAT                             |
| (191346) 2003 QH39  | 2003 QH39            | 22 серпня 2003  | Паломарська обсерваторія    | NEAT                             |
| (191347) 2003 QZ41  | 2003 QZ41            | 22 серпня 2003  | Сокорро (Нью-Мексико)       | LINEAR                           |
| (191348) 2003 QL42  | 2003 QL42            | 22 серпня 2003  | Сокорро (Нью-Мексико)       | LINEAR                           |
| (191349) 2003 QF46  | 2003 QF46            | 23 серпня 2003  | Паломарська обсерваторія    | NEAT                             |
| (191350) 2003 QF48  | 2003 QF48            | 20 серпня 2003  | Паломарська обсерваторія    | NEAT                             |
| (191351) 2003 QY58  | 2003 QY58            | 23 серпня 2003  | Паломарська обсерваторія    | NEAT                             |
| (191352) 2003 QS66  | 2003 QS66            | 22 серпня 2003  | Сокорро (Нью-Мексико)       | LINEAR                           |
| (191353) 2003 QL67  | 2003 QL67            | 23 серпня 2003  | Сокорро (Нью-Мексико)       | LINEAR                           |
| (191354) 2003 QD69  | 2003 QD69            | 23 серпня 2003  | Паломарська обсерваторія    | NEAT                             |
| (191355) 2003 QZ73  | 2003 QZ73            | 24 серпня 2003  | Сокорро (Нью-Мексико)       | LINEAR                           |
| (191356) 2003 QW75  | 2003 QW75            | 24 серпня 2003  | Сокорро (Нью-Мексико)       | LINEAR                           |
| (191357) 2003 QE79  | 2003 QE79            | 24 серпня 2003  | Сокорро (Нью-Мексико)       | LINEAR                           |
| (191358) 2003 QH80  | 2003 QH80            | 22 серпня 2003  | Паломарська обсерваторія    | NEAT                             |
| (191359) 2003 QR81  | 2003 QR81            | 23 серпня 2003  | Паломарська обсерваторія    | NEAT                             |
| (191360) 2003 QZ84  | 2003 QZ84            | 24 серпня 2003  | Сокорро (Нью-Мексико)       | LINEAR                           |
| (191361) 2003 QD87  | 2003 QD87            | 25 серпня 2003  | Сокорро (Нью-Мексико)       | LINEAR                           |
| (191362) 2003 QG87  | 2003 QG87            | 25 серпня 2003  | Сокорро (Нью-Мексико)       | LINEAR                           |
| (191363) 2003 QS93  | 2003 QS93            | 28 серпня 2003  | Обсерваторія Галеакала      | NEAT                             |
| (191364) 2003 QQ94  | 2003 QQ94            | 28 серпня 2003  | Обсерваторія Галеакала      | NEAT                             |
| (191365) 2003 QA102 | 2003 QA102           | 30 серпня 2003  | Обсерваторія Кітт-Пік       | Spacewatch                       |
| (191366) 2003 QB107 | 2003 QB107           | 31 серпня 2003  | Сокорро (Нью-Мексико)       | LINEAR                           |
| (191367) 2003 QD113 | 2003 QD113           | 31 серпня 2003  | Сокорро (Нью-Мексико)       | LINEAR                           |
| (191368) 2003 RQ5   | 2003 RQ5             | 3 вересня 2003  | Сокорро (Нью-Мексико)       | LINEAR                           |
| (191369) 2003 RR7   | 2003 RR7             | 3 вересня 2003  | Обсерваторія Ріді-Крик      | Джон Бротон                      |
| (191370) 2003 RO9   | 2003 RO9             | 4 вересня 2003  | Сокорро (Нью-Мексико)       | LINEAR                           |
| (191371) 2003 RS9   | 2003 RS9             | 4 вересня 2003  | Станція Кампо Імператоре    | CINEOS                           |
| (191372) 2003 RP13  | 2003 RP13            | 15 вересня 2003 | Паломарська обсерваторія    | NEAT                             |
| (191373) 2003 RD14  | 2003 RD14            | 15 вересня 2003 | Обсерваторія Галеакала      | NEAT                             |
| (191374) 2003 RK14  | 2003 RK14            | 14 вересня 2003 | Обсерваторія Галеакала      | NEAT                             |
| (191375) 2003 RO26  | 2003 RO26            | 3 вересня 2003  | Обсерваторія Галеакала      | NEAT                             |
| (191376) 2003 RZ26  | 2003 RZ26            | 2 вересня 2003  | Сокорро (Нью-Мексико)       | LINEAR                           |
| (191377) 2003 SQ    | 2003 SQ              | 16 вересня 2003 | Обсерваторія Кітт-Пік       | Spacewatch                       |
| (191378) 2003 SJ4   | 2003 SJ4             | 16 вересня 2003 | Обсерваторія Кітт-Пік       | Spacewatch                       |
| (191379) 2003 SY7   | 2003 SY7             | 16 вересня 2003 | Паломарська обсерваторія    | NEAT                             |
| (191380) 2003 SH8   | 2003 SH8             | 16 вересня 2003 | Обсерваторія Кітт-Пік       | Spacewatch                       |
| (191381) 2003 SD17  | 2003 SD17            | 18 вересня 2003 | Станція Кампо Імператоре    | CINEOS                           |
| (191382) 2003 SR18  | 2003 SR18            | 16 вересня 2003 | Обсерваторія Кітт-Пік       | Spacewatch                       |
| (191383) 2003 SM22  | 2003 SM22            | 16 вересня 2003 | Обсерваторія Кітт-Пік       | Spacewatch                       |
| (191384) 2003 SZ27  | 2003 SZ27            | 18 вересня 2003 | Паломарська обсерваторія    | NEAT                             |
| (191385) 2003 SU39  | 2003 SU39            | 16 вересня 2003 | Паломарська обсерваторія    | NEAT                             |
| (191386) 2003 SK40  | 2003 SK40            | 16 вересня 2003 | Паломарська обсерваторія    | NEAT                             |
| (191387) 2003 SO40  | 2003 SO40            | 16 вересня 2003 | Паломарська обсерваторія    | NEAT                             |
| (191388) 2003 SU40  | 2003 SU40            | 16 вересня 2003 | Паломарська обсерваторія    | NEAT                             |
| (191389) 2003 SQ42  | 2003 SQ42            | 16 вересня 2003 | Станція Андерсон-Меса       | LONEOS                           |
| (191390) 2003 SH44  | 2003 SH44            | 16 вересня 2003 | Станція Андерсон-Меса       | LONEOS                           |
| (191391) 2003 SR44  | 2003 SR44            | 16 вересня 2003 | Станція Андерсон-Меса       | LONEOS                           |
| (191392) 2003 SC45  | 2003 SC45            | 16 вересня 2003 | Станція Андерсон-Меса       | LONEOS                           |
| (191393) 2003 SO47  | 2003 SO47            | 17 вересня 2003 | Обсерваторія Галеакала      | NEAT                             |
| (191394) 2003 SN48  | 2003 SN48            | 18 вересня 2003 | Паломарська обсерваторія    | NEAT                             |
| (191395) 2003 SQ48  | 2003 SQ48            | 18 вересня 2003 | Паломарська обсерваторія    | NEAT                             |
| (191396) 2003 SB50  | 2003 SB50            | 18 вересня 2003 | Паломарська обсерваторія    | NEAT                             |
| (191397) 2003 ST59  | 2003 ST59            | 17 вересня 2003 | Станція Андерсон-Меса       | LONEOS                           |
| (191398) 2003 SH63  | 2003 SH63            | 17 вересня 2003 | Сокорро (Нью-Мексико)       | LINEAR                           |
| (191399) 2003 SO67  | 2003 SO67            | 19 вересня 2003 | Сокорро (Нью-Мексико)       | LINEAR                           |
| (191400) 2003 SZ70  | 2003 SZ70            | 18 вересня 2003 | Обсерваторія Кітт-Пік       | Spacewatch                       |